# Frugalware
Frugalware Linux es una distribución Linux de propósito general, diseñada para usuarios intermedios, que estén familiarizados con operaciones en la línea de comandos. Está basada en Slackware, pero usa un sistema de administración de paquetes diferente, Pacman.

## Objetivos
Los desarrolladores de Frugalware intentan hacer a Frugalware lo más simple posible mientras establecen una prioridad basada en el uso confortable. Su meta es distribuir software estable y actualizado constantemente, lo más cercano posible al código fuente original.

## Revisión
Frugalware fue fundado por Miklós Vajna.
Del trío Slackware - Red Hat - Debian, él se sintió más a gusto con Slackware, pero eso tuvo serios inconvenientes: por ejemplo, el lento administrador de paquetes, la ausencia de disponibilidad multiidioma y la actualización automática de paquetes nativamente. Frugalware intenta no desprenderse de las ventajas de Slackware, en cambio las refina.

## Gestión de paquetes
Desde su versión 0.6, Frugalware usa el administrador de paquetes Pacman-G2.

Este es una bifurcación de una versión CVS de la reescritura completa de Pacman por Aurelien Foret, el cual no fue lanzado oficialmente hasta el momento.

Anteriormente Frugalware usaba una versión modificada del viejo y monolítico Pacman de Judd Vinet.
La extensión de paquetes de Frugalware es .fpm.

Los paquetes son archivos tar comprimidos con bzip2, no gzip como los paquetes usados por el Pacman de Arch Linux.

Los archivos bzip2 tienen un tamaño menor pero mayor tiempo de descompresión comparados con los archivos gzip.
Repoman es una herramienta para compilar paquetes de código fuente y automáticamente crear e instalar paquetes de código cerrado. Con Repoman el usuario puede también descargar todos los buildscripts de los paquetes y recompilarlos con opciones de estructuración específicas. Las opciones de estructuración se pueden cambiar editando un fichero de configuración.

La primera versión de Frugalware que incluyó Repoman fue Frugalware 0.3pre1.

## Ramas
Frugalware tiene una rama -current y una -stable. La rama -current se actualiza diariamente, en cambio la -stable se actualiza cada 6 meses.

## Arquitecturas
Actualmente, Frugalware es compatible con las arquitecturas de microprocesador x86 y x86-64. Los paquetes x86 están optimizados para los procesadores i686, y la 0.3pre1 fue la primera versión en portarse a x86_64.

## Lanzamientos
- 0.1 (Genesis) – 2 de noviembre de 2004.
- 0.2 (Aurora) – 28 de abril de 2005.
- 0.3 (Trantor) – 13 de octubre de 2005 (para x86)[10] y 19 de octubre de 2005 (para x86_64).[11]
- 0.4 (Wanda) – 30 de marzo de 2006.
- 0.5 (Siwenna) – 14 de septiembre de 2006.
- 0.6 (Terminus) – 22 de marzo de 2007.
- 0.7 (Sayshell) – 13 de octubre de 2007.
- 0.8 (Kalgan) - 11 de marzo de 2008.
- 0.9 (Solaria) - 9 de septiembre de 2008.
- 1.0 (Anacreon) - 22 de marzo de 2009.
- 1.1 (Getorin) - 7 de septiembre de 2009
- 1.2 (Locris) - 8 de marzo de 2010
- 1.3 (Haven) - 22 de agosto de 2010
- 1.4 (Nexon) - 13 de febrero de 2011
- 1.5 (Mores) - 15 de agosto de 2011
- 1.6 (Fermus) - 13 de febrero de 2012

De acuerdo con la hoja de ruta de Frugalware, la próxima versión estable, «Gaia», será lanzada el 20 de agosto de 2012.

Todas las versiones de Frugalware exceptuando «Genesis» han sido nombradas según los planetas en libros de ciencia ficción por Isaac Asimov.